# Jeroen Houwen
Jeroen Houwen (Oirlo, 18 februari 1996) is een Nederlands voetballer die als doelman speelt. Hij staat vanaf de zomer 2023 onder contract bij RKC Waalwijk.

## Carrière
Houwen zat in januari 2014 voor het eerst op de bank als reservedoelman bij het eerste team van Vitesse. Sinds medio 2014 maakt hij deel uit van de selectie van het eerste team maar speelde voornamelijk voor Jong Vitesse. Hij speelde zeventien wedstrijden voor het beloftenteam in het seizoen 2016/17 in de Tweede divisie waaruit het team degradeerde. Hij werd geselecteerd voor verschillende Nederlandse jeugdselecties waar hij veelal als reservedoelman fungeerde.
Houwen won als reservedoelman de KNVB beker 2016/17. Op 19 november 2017 debuteerde hij voor het eerste team, na een blessure van Remco Pasveer, als basisspeler in de uitwedstrijd in de Eredivisie tegen FC Groningen (4–2 nederlaag). Halverwege het seizoen werd Pasveer door trainer Henk Fraser gepasseerd, vanaf dat moment werd Houwen de eerste doelman van Vitesse. Hij bereikte Europees voetbal met het elftal door de play-offs winnend af te sluiten. Bij aanvang van het seizoen 2018/19 werd Houwen onder trainer Leonid Slutskiy de derde keus achter Eduardo en Pasveer; eind augustus 2018 vertrok hij vervolgens op huurbasis naar Telstar.
De start bij de eerstedivisionist was goed, maar na negen duels raakte de Limburger geblesseerd. Hij brak zijn neus, waarna trainer Mike Snoei doelman Wesley Zonneveld naar voren schoof. Die kreeg ook de voorkeur toen Houwen hersteld was van zijn blessure. Hierop keerde Houwen in januari 2019 vervroegd terug naar Arnhem om vervolgens een jaar later, in januari 2020 verhuurd te worden aan Go Ahead Eagles.
Op 23 december 2020 maakte Vitesse bekend dat Houwen een nieuw contract tot medio 2023 heeft getekend.
Op 15 mei 2023 werd bekendgemaakt dat Houwen een contract tot medio 2025 heeft getekend bij RKC Waalwijk.

## Clubstatistieken

### Beloften
| Seizoen | Club         | Competitie     | Wedstrijden | Doelpunten |
| ------- | ------------ | -------------- | ----------- | ---------- |
| 2016/17 | Jong Vitesse | Tweede divisie | 17          | 0          |
| 2017/18 | Jong Vitesse | Derde divisie  | 9           | 0          |
| 2018/19 | Jong Vitesse | Tweede divisie | 3           | 0          |

Bijgewerkt op 25 juni 2019.

### Senioren
| Seizoen         | Club            |                    | Competitie      | Competitie | Competitie | Beker | Beker | Internationaal | Internationaal | Overig | Overig | Totaal | Totaal |
| Seizoen         | Club            | Wed.               | Competitie      | Dlp.       | Wed.       | Dlp.  | Wed.  | Dlp.           | Wed.           | Dlp.   | Wed.   | Dlp.   |        |
| --------------- | --------------- | ------------------ | --------------- | ---------- | ---------- | ----- | ----- | -------------- | -------------- | ------ | ------ | ------ | ------ |
| 2013/14         | Vitesse         | Vlag van Nederland | Eredivisie      | 0          | 0          | 0     | 0     | 0              | 0              | 0      | 0      | 0      | 0      |
| 2014/15         | Vitesse         | Vlag van Nederland | Eredivisie      | 0          | 0          | 0     | 0     | –              | –              | 0      | 0      | 0      | 0      |
| 2015/16         | Vitesse         | Vlag van Nederland | Eredivisie      | 0          | 0          | 0     | 0     | 0              | 0              | –      | –      | 0      | 0      |
| 2016/17         | Vitesse         | Vlag van Nederland | Eredivisie      | 0          | 0          | 0     | 0     | –              | –              | –      | –      | 0      | 0      |
| 2017/18         | Vitesse         | Vlag van Nederland | Eredivisie      | 8          | 0          | 0     | 0     | 0              | 0              | 4      | 0      | 12     | 0      |
| 2018/19         | Vitesse         | Vlag van Nederland | Eredivisie      | 0          | 0          | 0     | 0     | 0              | 0              |        |        | 0      | 0      |
| 2018/19         | Telstar         | Vlag van Nederland | Eerste divisie  | 9          | 0          | 1     | 0     | –              | –              |        |        | 10     | 0      |
| 2019/20         | Vitesse         | Vlag van Nederland | Eredivisie      | 0          | 0          | 0     | 0     | –              | –              | –      | –      | 0      | 0      |
| 2019/20         | Go Ahead Eagles | Vlag van Nederland | Eerste divisie  | 0          | 0          | 0     | 0     | –              | –              | –      | –      | 0      | 0      |
| 2020/21         | Vitesse         | Vlag van Nederland | Eredivisie      | 1          | 0          | 0     | 0     | –              | –              | –      | –      | 1      | 0      |
| 2021/22         | Vitesse         | Vlag van Nederland | Eredivisie      | 15         | 0          | 3     | 0     | 7              | 0              | 4      | 0      | 29     | 0      |
| 2022/23         | Vitesse         | Vlag van Nederland | Eredivisie      | 3          | 0          | 0     | 0     | –              | –              | –      | –      | 3      | 0      |
| 2023/24         | RKC Waalwijk    | Vlag van Nederland | Eredivisie      | 0          | 0          | 0     | 0     | –              | –              |        |        | 0      | 0      |
| Carrière totaal | Carrière totaal | Carrière totaal    | Carrière totaal | 36         | 0          | 4     | 0     | 7              | 0              | 8      | 0      | 55     | 0      |